# PKZIP
PKZIP – program do kompresji danych napisany przez amerykańskiego programistę Phila Katza, wykorzystujący do kompresji danych algorytm ZIP. PKZIP jest akronimem od Phil Katz ZIP.
Pierwsza wersja programu PKZIP została wydana w 1989 roku. Była dostępna w wersji DOS jako program wykonywany z wiersza poleceń oraz dystrybuowana na zasadzie shareware.
Druga wersja programu PKZIP o nazwie PKZIP 2 została wydana przez firmę PKWARE (której właścicielem był Phil Katz) i korzysta przy kompresji z algorytmu deflate.
Format ZIP jest obecnie bardzo popularny w systemach Microsoft Windows oraz w Internecie. Większość plików z rozszerzeniem .zip jest w formacie PKZIP2, a narzędzia do tworzenia oraz czytania takich plików są dostępne na większości platform.